# الجمهوريانية في الولايات المتحدة

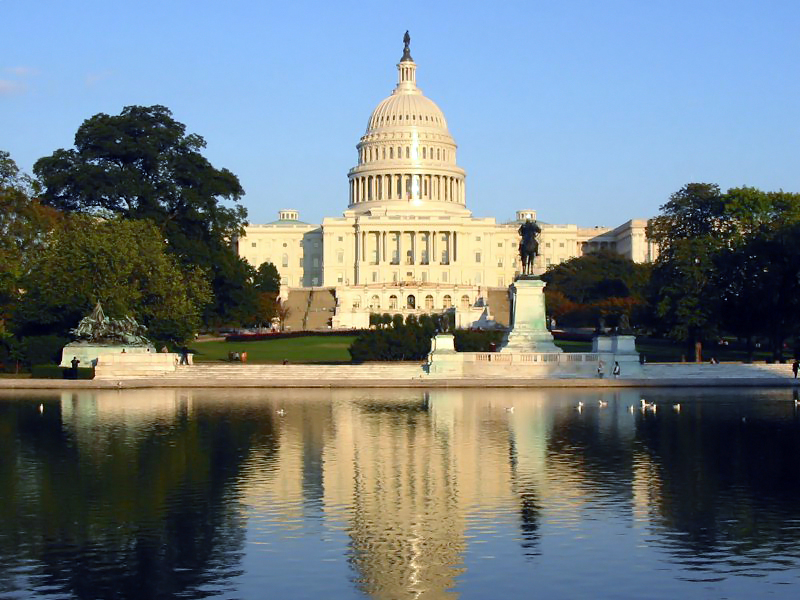

الجمهوريانية المعاصرة هي فلسفة سياسية توجيهية في الولايات المتحدة وتُعد جزءًا مهمًا من الفكر المدني الأمريكي منذ تأسيس الولايات المتحدة. تصر هذه الفلسفة على الحرية والحقوق الفردية غير القابلة للتصرف بصفتها قيمًا مركزية، وتجعل من البشر ذوي سيادة؛ وترفض الملكية والأرستقراطية والسلطة السياسة التوريثية، وترفض الديمقراطية المباشرة، وتتوقع من المواطنين أن يكونوا فاضلين ومؤمنين بأدائهم لواجباتهم المدنية وتذم الفساد. صاغ الآباء المؤسسون الجمهوريانية الأمريكية ومارسوها للمرة الأولى في القرن الثامن عشر. بالنسبة لهم: «تمثل الجمهوريانية أكثر من شكل معين من الحكومة. كانت طريقةً للحياة وأيديولوجية جوهرية والتزام لا هوادة فيه بالحرية ورفض تام للأرستقراطيه . .
».
بُنيت الجمهوريانية على العالم اليوناني الروماني القديم وعصر النهضة والنماذج والأفكار الإنجليزية. شكلت هذه الفلسفة أساسات الثورة الأمريكية وإعلان الاستقلال 1776 والدستور 1786 ووثيقة الحقوق وخطاب غيتسبيرغ.
تتضمن الجمهوريانية ضمانات حول الحقوق أنها لا يمكن نقضها بتضويت أغلبية. حذر ألكسيس دو توكفيل من استبداد الأغلبية في الديمقراطية، واقترح أن تقلب المحاكم جهود الأغلبية الساعية لتصفية حقوق أقليات غير معهودة. 
اشتُق مصطلح الجمهوريانية من كلمة جمهورية، إلا أن الكلمتين لهما معنيين مختلفين. الجمهورية هي شكل من أشكال الحكومة (شكل دون سلكة حكم توريثية)؛ تُشير الجمهوريانية إلى قيم المواطنين في الجمهورية.
استخدم حزبان كبيران المصطلح في اسميهما؛ حزب توماس جيفرسون الديمقراطي الجمهوري (أسِس عام 1793، ويُطلق عليه غالبًا الحزب الجيفرسوني الجمهوري) والحزب الجمهوري الحالي، الذي أسِس عام 1854 وسُمي تيمنًا بالحزب الجيفرسوني.

## الثورة الأمريكية

### الفضائل الجمهورية
قرأ القادة الاستعماريون والمثقفون والسياسيون التاريخ عن قرب لمقارنة الحكومات ومدى تأثيرها في الحكم. كان الثوريون على الخصوص قلقين بتاريخ التحرر في إنجلترا وكانوا متأثرين خاصةً بحزب البلد (الذي عارض حزب البلاط الذي أمسك بالسلطة). تعتمد فلسفة حزب البلد على الجمهوريانية الكلاسيكية من التراث الروماني؛ تحتفل هذه الفلسفة بالمثل العليا للواجب والمواطنين الأفاضل في الجمهورية. تستند هذه الفلسفة بشكل كبير على المدن الإغريقية التي تتخذ شكل دول والأمثلة الجمهورية الرومانية. يتشارك حزب البلد بعضًا من الفلسفة السياسية مع حزب الأحرار البريطاني إضافةً للنقاد المحافظين في إنجلترا، والتي شجبت الفساد المحيط بحزب البلاط في لندن والمتركز في البلاط الملكية. أنتجت هذه المقاربة أيديولوجية سياسية أطلق عليها الأمريكان الجمهوريانية، والتي انتشرت على نطاق واسع في أمريكا المُستَعمرة بحلول عام 1775. كانت الجمهوريانية الوعي السياسي المميز لكامل جيل الثوريين. يشرح جون غريفيل أغارد بوكوك المصادر الفكرية في أمريكا:
«أنشأ كهنة حزب الأحرار والهارينغتونيون الجدد، جون ميلتون جيمس هارينغتون وسيدني وترينشارد وغوردون وبولينغبروك معًا بالإضافة لأسياد الرومان والإغريق وعصر النهضة للتراث وصولًا إلى مونتسيكيو، سردية السلطة لتلك الثقافة؛ وكانت القيم والمفاهيم هي تلك التي تربينا عليها: مثل عليا مدنية ووطنية وعليها تأسست الشخصية بصورة خاصة ومثالية في المواطنة، ولكنها مهددة دائمًا بالفساد؛ تصور الحكومة بشكل متناقض كمصدر رئيسي للفساد والعمل من خلال وسائل مثل المحاربين والفصائل والجيوش الدائمة (التي تعارض المثل الأعلى للميليشيا)؛ والكنائس القائمة (التي تعارض الأنماط البروتستانتية والإلهية للدين الأمريكي)؛ وتعزيز المصلحة المالية، رغم أن صياغة هذا المفهوم الأخير أعيقت إلى حد ما بسبب الرغبة الشديدة في الحصول على رصيد ورقي متاح بسهولة في مستعمرات الاستيطان».
تركزت الجمهوريانية الأمريكية على الحد من الفساد والجشع. كانت الفضيلة ذات أهمية قصوى للمواطنين والنواب. تعلم الثوريون درسًا من روما القديمة؛ من الأهمية بمكان تجنب الترف الذي دمر تلك الإمبراطورية. المواطن الفاضل هو من يتجاهل التعويضان النقدية ويصنع التزامًا لمقاومة الفساد والقضاء عليه. كانت الجمهورية مقدسة؛ لهذا كان مهمًا خدمة الدولة بأفضل طريقة تمثيلية، وتجاهل المصلحة الشخصية والإرادة الفردية. تطلبت الجمهوريانية خدمة أولئك المستعدين للتخلي عن مصالحهم الشخصية من أجل الصالح العام. وفقًا لبرنارد بايلين: «اعتمد الحفاظ على الحرية على مقدرة البشر على الحفاظ على فحوصات فعالة على مستغلي السلطة وبالتالي ارتكزت في التحليلات الأخيرة على الحيطة والجَلَد الأخلاقي للشعب...». يجب أن يكون المواطنون الأفاضل مدافعين أقوياء عن الحرية ويتحدون الفساد والجشع في الحكومة. أصبح واجب المواطنين الأفاضل أساسًا للثورة الأمريكية.

### سبب الثورة
كان التزام الوطنيين بالقيم الجمهورية أساسًا فكريًا رئيسيًا للثورة الأمريكية. على وجه الخصوص، كان المفتاح هو خوف الوطنيين الشديد من الفساد السياسي والتهديد الذي يشكله على الحرية. يقول برنارد بايلين: «كانت حقيقة أن المؤامرة الكهنوتية ضد الحرية نشأت من الفساد ذات أهمية قصوى للمستعمرين». في عام 1768 حتى عام 1773 أعيد طبع ونشر الفضائح التي كشفتها الصحف مثل سلسلة دون ديكينسون «رسائل من فلاح في بنسلفانيا» وانتشر الاشمئزاز الأمريكي من الفساد البريطاني على نطاق واسع. وفرت الصحافة الوطنية المقدمة تأكيدات على الفساد البريطاني وسوء الإدارة والاستبداد. صُورت بريطانيا بشكل متزايد على أنها فاسدة وعدائية ومُهِددة لفكرة الديمقراطية نفسها؛ إنها تهديد للحريات الراسخة التي يتمتع بها المستعمرون ولحقوق الملكية الاستعمارية. يعتقد الكثيرون أن أكبر تهديد للحرية هو الفساد، ليس فقط في لندن ولكن في الوطن أيضًا. ربط المستعمرون الفساد بالرفاهية، وخاصة الأرستقراطية الموروثة، التي أدانوها. يجادل المؤرخ جون غريفيل أغارد بوكوك بأن الجمهوريين يفسرون الثورة الأمريكية من حيث المقاومة الجمهورية الفاضلة للفساد الإمبراطوري البريطاني.
درست المؤرخة سارة بورسيل المواعظ التي بشر بها رجال الدين الوطنيين في إنجلترا الجديدة بين عامي 1774-1766. أثار رجال الدين الوطنيين الروح القتالية التي تُبرر الحرب ضد إنجلترا. استشهد الدعاة بتاريخ البيوريتاني في نيو إنجلاند للدفاع عن الحرية، وألقوا باللوم على فسوق بريطانيا وفسادها لضرورة الصراع المسلح. دعت الخطب الجنود للتصرف معنويا وبأسلوب منضبط رجولي. لم يشجع الخطاب على التجنيد المكثف فحسب، بل ساعد في خلق المناخ الفكري الذي يحتاجه الوطنيون لخوض حرب أهلية. يقول المؤرخ توماس كيد أنه خلال الثورة ربط المسيحيون النشطون دينهم بالجمهوريانية. ويقول: «مع بداية الأزمة الثورية، أدى تحول مفاهيمي كبير إلى إقناع الأمريكيين عبر الطيف اللاهوتي بأن الله كان ينهض لأميركا لغرض خاص». يجادل كيد كذلك بأن «المزيج الجديد من الأيديولوجية المسيحية والجمهورية دفع التقليديين الدينيين إلى تبني مفهوم الفضيلة الجمهورية بالجملة».
ربط المؤرخ غوردون وود الأفكار التأسيسية بالاستثنائية الأمريكية: «إن معتقداتنا في الحرية والمساواة والدستورية ورفاهية الناس العاديين خرجت من الحقبة الثورية. وكذلك فكرتنا بأننا أمريكيون شعب له مصير خاص لقيادة العالم نحو الحرية والديمقراطية». كان الأمريكيون حماة الحرية، وكان لديهم التزام ومصير أكبر لتأكيد الفضيلة الجمهورية. في خطاب عام 1759 يقول جوناثان مايهيو «الخضوع المطلق لأميرنا، أو ما إذا كان العصيان والمقاومة قد لا يمكن تبريرهما في بعض الحالات ... لجميع أولئك الذين يحملون لقب الحكام بشكل مشترك ولكن فقط لأولئك الذين يؤدون فعليًا واجب الحكام من خلال ممارسة سلطة معقولة وعادلة من أجل خير المجتمع البشري». الفكرة القائلة بأن الحكام البريطانيين لم يكونوا فاضلين، ولا يمارسون سلطتهم من أجل خير المجتمع البشري دفعت الرغبة الاستعمارية في حماية وإعادة تأسيس القيم الجمهورية في الحكومة. كانت هذه الحاجة لحماية الفضيلة ركيزة فلسفية للثورة الأمريكية.